# Kieferer See
Der Kieferer See ist ein Baggersee auf dem Gebiet der Gemeinde Kiefersfelden im Landkreis Rosenheim in Bayern.

## Lage
Der See liegt 1,3 km östlich des Dorfzentrums von Kiefersfelden. Unmittelbar südöstlich befindet sich der Inn, von dem ihn nur ein etwa 40 Meter breiter Landstreifen trennt.
300 m nördlich verläuft die Inntalautobahn. Der Inn-Radweg verläuft nur wenige Meter vom Kieferer See entfernt.
Der Kieferer See liegt im Landschaftsschutzgebiet Inntal Süd (LSG-00595.01).

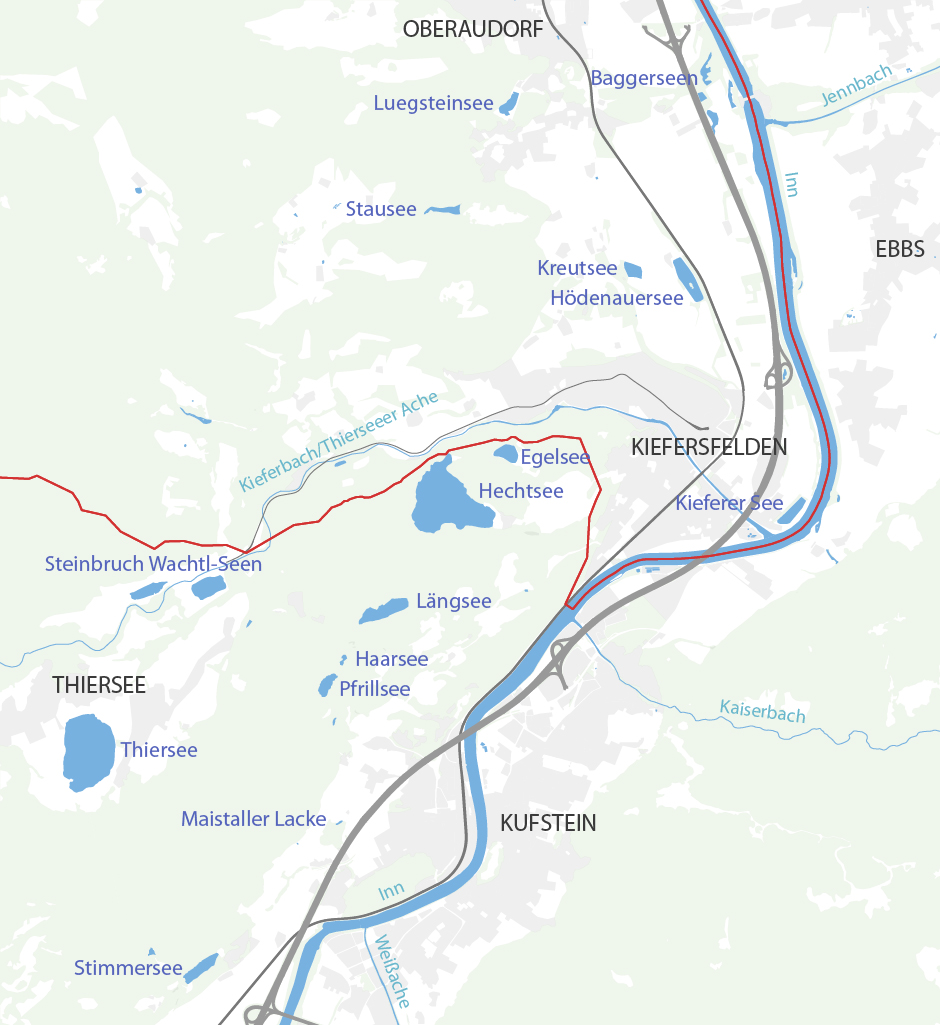
Seen um Kufstein und Kiefersfelden

## Geschichte
Im 18. Jahrhundert befand sich an der Stelle die Schopperstelle Kiefern. Ein Kahn ermöglichte dort die Überfahrt über den Inn ins benachbarte Tyrol.
Der See entstand, ebenso wie der nahegelegene Hödenauersee und Kreutsee, in den frühen 1960er Jahren beim Bau der Autobahn als Kiesgrube, die sich allmählich mit Niederschlägen und Grundwasser füllte.
2015 ereignete sich dort ein tödlicher Badeunfall.

## Beschreibung
Der etwa 2,5 Hektar große See entwickelte sich schnell zu einem beliebten Naherholungs- und Badesee. Heute gibt es dort Toiletten, einen Kiosk und in begrenztem Umfang auch befestigte Parkmöglichkeiten. Die Zugänge sind behindertengerecht gestaltet worden und die Wasserqualität gilt als ausgezeichnet. Die Wasserwacht unterhält dort eine saisonal bewirtschaftete Wachhütte.
Umkleidekabinen gibt es dort genauso wenig wie eine Flachwasserzone für Nichtschwimmer. Der öffentliche Nahverkehr erschließt den See nicht, vom Bahnhof in Kiefersfelden ist er allerdings zu Fuß erreichbar (ca. 1 km). Das Zelten ist verboten; Hundebaden ist während der Badesaison unerwünscht.